# Фриш, Сергей Эдуардович
Серге́́й Эдуа́рдович Фриш (7 [19] июня 1899, Санкт-Петербург — 19 ноября 1977, Ленинград) — советский физик. 
Основные труды — по систематике спектров, изучению эффекта Зеемана, сверхтонкой структуры спектральных линий, определению ядерных моментов, спектроскопии газового разряда и плазмы. Предложил метод спектрального анализа газов, создал несколько спектральных приборов. Профессор Ленинградского университета (1934), член-корреспондент АН СССР (1946).

## Биография
Родился в Санкт-Петербурге в семье Эдуарда Владимировича Фриша (1855—1918), юрисконсульта во Втором департаменте Правительственного сената и Санкт-Петербургской евангелическо-лютеранской консистории, члена юридического общества при Императорском Санкт-Петербургском университете, и Марии Владимировны Фриш (в девичестве Башкировой, 1869—1939). После окончания с золотой медалью 13-й Петроградской гимназии в 1917 году Фриш был принят в Петроградский университет на математическое отделение физико-математического факультета. В 1919 году по приглашению Д. С. Рождественского и профессора К. К. Баумгарта в числе двенадцати наиболее способных студентов (В. А. Фок, Е. Ф. Гросс, А. Н. Теренин, Л. В. Шубников) С. Э. Фриш был зачислен в штат только что созданного Государственного оптического института (ГОИ) на должность «лаборанта при мастерских». После окончания Университета в 1921 году (с высшими оценками по всем предметам) был оставлен на факультете. Работая в Университете (1921—1977) и в ГОИ (1919—1939), С. Э. Фриш с 1923 года также вёл семинарские занятия по общему курсу физики в Электротехническом институте.
В 1932 году организовал на физическом отделении физико-математического факультета Ленинградского университета (физическом факультете ЛГУ c 1933 года) кафедру оптики и был её заведующим до 1972 года.
В 1935 году получил степень доктора физико-математических наук без защиты диссертации за цикл работ по вопросам спектроскопии, газового разряда и конструирования спектральных приборов. С. Э. Фриш оказал существенное воздействие на развитие современной оптики своими работами 20-30-х годов XX века (открытие эффекта Пашена — Бака, оптические измерения магнитных моментов атомных ядер, созданием научной школы по оптике плазмы.
Одновременно с преподавательской и научной работой С. Э. Фриш был деканом физического факультета (1937—1941), директором Научно-исследовательского физического института ЛГУ (1938—1941 и 1947—1957), членом редколлегии журнала «Вестник Ленинградского университета», главным редактором основанного им в 1956 году журнала «Оптика и спектроскопия».
С. Э. Фриш был одним из организаторов Комиссии по спектроскопии, реорганизованной при нём в Научный совет по спектроскопии АН СССР, председателем Объединённого научного совета по оптике, членом Бюро отделения общей физики и астрономии АН СССР, членом Международной комиссии по спектроскопии при ЮНЕСКО. Он активно способствовал созданию Института спектроскопии АН СССР и состоял членом его Учёного совета. Проблемная лаборатория физики электронных столкновений Ужгородского университета и Проблемная лаборатория Латвийского университета были организованы учениками С. Э. Фриша — И. П. Запесочным и Э. К. Краулиней. В развитии этих лабораторий большую роль сыграли его непосредственное участие и поддержка.
С. Э. Фриш был женат на Александре Васильевне Тиморевой (1902—1995), в соавторстве с которой написал свой широко известный 3-томный «Курс общей физики», по которому училось несколько поколений студентов-физиков. Дочь Марианна Сергеевна Фриш (род. 6 мая 1933) — доцент кафедры общей физики № 1 физического факультета Санкт-Петербургского университета, кандидат физико-математических наук. Два внука, Михаил и Глеб Козловы (дети М. С. Фриш), также окончили физический факультет, оба доктора физико-математических наук.
Сергей Фриш написал книгу воспоминаний о своей жизни, изданную уже после его смерти.
Скончался 19 ноября 1977 года, похоронен в посёлке Сиверский, где находится его семейная дача.
Имя С. Э. Фриша присвоено аудитории физического факультета ЛГУ/СПбГУ. В аудитории установлен портрет.
Оптическим обществом имени Д. С. Рождественского в 2000 году учреждена медаль С. Э. Фриша, которой ежегодно награждаются индивидуальные члены общества, организации и учебные заведения (или их подразделения) за выдающиеся заслуги в педагогической деятельности, в совершенствовании оптического образования и популяризацию оптической науки.

## Научная деятельность
Научные работы посвящены вопросам спектроскопии и оптики. С. Э. Фриш открыл частичный эффект Пашена-Бака, факт обращения порядка термов в калии, тонкую структуру оптических функций возбуждения спектральных линий электронным ударом (1954), явление образования фоторезонансной плазмы. Впервые выполнил цикл работ по исследованию сверхтонкой структуры спектральных линий Na, K, Ag, Cu, Ba, Ca и других элементов; разработал методы спектроскопического определения ядерных моментов; установил правило, связывающее значение спина ядер с их чётностью; экспериментально подтвердил предсказание теории о том, что атомы с чётными порядковыми и массовыми номерами лишены магнитного момента, а у других атомов значение механического момента не вытекает из правил сложения. Разработал спектроскопическую методику изучения движения положительных ионов в газоразрядной плазме и измерения температуры ионов. Одним из первых исследовал механизмы возбуждения высоких уровней атомов в плазме, выяснил роль каскадных переходов и ударов второго рода, определил скорости этих процессов. Ввёл в спектральный анализ разряд с полым катодом в качестве источника света. Разработал и внедрил в производство серию спектральных приборов.
Опубликовал более 200 научных работ и пять монографий. Автор (совместно с А. В. Тиморевой) трёхтомного «Курса общей физики», выдержавшего 12 изданий.

## Награды и научное признание
- Орден Ленина (1953)
- Орден Трудового Красного Знамени (1969, 1975)
- Заслуженный деятель науки и техники РСФСР (1959)
- Лауреат премии имени Д. С. Рождественского (1980) — за цикл работ по спектроскопии плазмы и исследованию происходящих в ней элементарных процессов
- XXXI Менделеевский чтец (20 марта 1975 года)

## Публикации

### Книги
- Фриш С. Э. Атомные ядра и спектры. — М.; Л., 1934.
- Фриш С. Э. Техника спектроскопии. — Л., 1936.
- Фриш С. Э. Спектроскопическое определение ядерных моментов. — Л.; М.: Гостехиздат, 1948.
- Фриш С. Э. Оптические спектры атомов. — М.; Л.: Физматгиз, 1963.
- Фриш С. Э., Тиморева А. В. Курс общей физики. — 12-е изд. — В 3 т. — М.: Лань, 2007.

### Статьи
- Фриш С. Э. Опытное подтверждение формул Лорентца-Эйнштейна // УФН. — 1922. — Вып. 1.
- Фриш С. Э. Эффект Зеемана // УФН. — 1925. — Вып. 1.
- Фриш С. Э. Оптические спектры и периодическая система элементов // УФН. — 1930. — Вып. 1.
- Фриш С. Э. Связь между тонким строением спектральных линий и вращением ядра // УФН. — 1930. — Вып. 4.
- Фриш С. Э., Герасимов Ф. М. Установка большой вогнутой диффракционной решетки в Государственном оптическом институте в Ленинграде // УФН. — 1936. — Вып. 1.
- Фриш С. Э. Некоторые вопросы интенсивностей спектральных линий // УФН. — 1951. — Т. 43, вып. 4.
- Фриш С. Э. Представление о массе и энергии в современной физике // УФН. — 1952. — Т. 48, вып. 10.
- Фриш С. Э. Роль эффективных сечений атомов при возбуждении спектров // УФН. — 1957. — Т. 61, вып. 4.
- Фриш С. Э. Работы по атомной спектроскопии в СССР // УФН. — 1959. — Т. 68, вып. 5.
- Фриш С. Э. Научное наследие Д. С. Рождественского // УФН. — 1976. — Т. 118, вып. 4.

## Адреса в Санкт-Петербурге
- Каменноостровский проспект, дом 25, кв. 26 — жил с 1953 года по 1977.